# Ma Huan

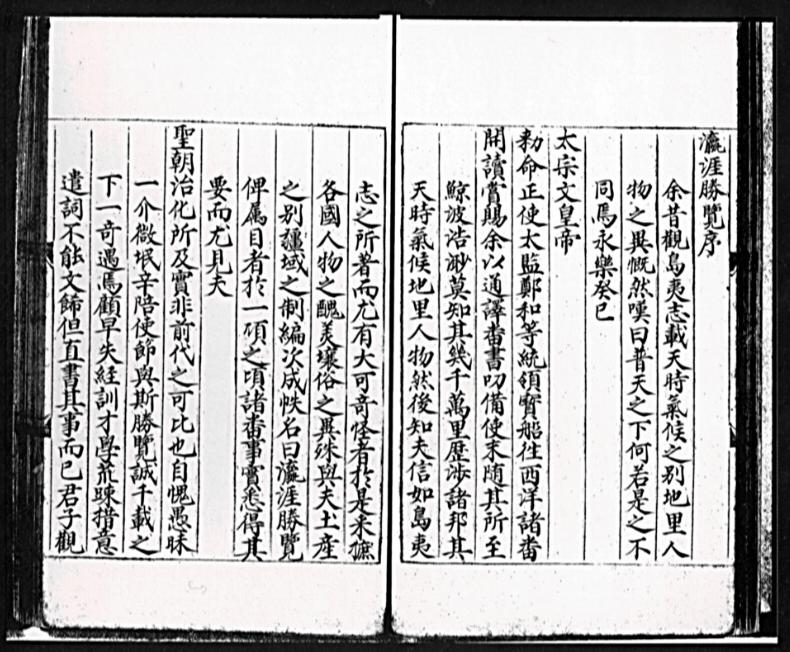
Eine Seite aus dem mingzeitlichen Holzschnittdruck des Yingyai shenglan von Ma Huan

Ma Huan (chinesisch 马欢, Großjährigkeitsname (zì) Zōngdào (宗道), geboren im Kreis Huiji (会稽), heute Shaoxing, in der Provinz Zhejiang) war ein muslimischer Reisender und Übersetzer, der Admiral Zheng He auf drei von dessen sieben Reisen in die Westlichen Ozeane begleitete (auf der 4., 6. und 7. Reise).
Auf der Expedition der Jahre 1413–1415 besuchte er Champa, Java, Sumatra, Palembang, Siam, Kochi und Hormus.
Auf der Expedition der Jahre 1421–1422 besuchte er Malakka, Sumatra, Ceylon, Kochi, Calicut, Dhofar und Hormus.
Auf der Expedition der Jahre 1431–1433 besuchte er Bengalen, Chittagong, Sonargaon, Gaur und Calicut. Von Calicut aus wurde er von Admiral Zheng He (ebenso ein Muslim) als Emissär nach Mekka gesandt.
Während seiner Expeditionen nahm Ma Huan von Geographie, Politik, Wetter, Umwelt, Wirtschaft, lokalen Sitten und Gebräuchen, ja sogar von Bestrafungsmethoden für Kriminelle Notiz. Nach seiner Rückkehr von der ersten Reise begann er ein Buch über seine Expedition zu schreiben, dessen erster Entwurf gegen 1416 fertig war. Er erweiterte und änderte seinen Entwurf während seiner späteren Expeditionen, die endgültige Version war gegen 1451 fertig. Der Titel des Buches lautet Yingyai shenglan (瀛涯胜览) (in Mills’ engl. Übersetzung: The Overall Survey of the Ocean's Shores, frei übersetzt: Die Wunder der Meere).
In der Ming-Dynastie und Qing-Dynastie wurde das Werk häufig gedruckt, es gab auch handschriftliche Kopien. Der letzte authentische Text der gedruckten Ausgabe wurde vom chinesischen Historiker Feng Chengjun (冯承钧) herausgegeben. Eine neuere Edition, die auf handschriftlichen Ausgaben aus der Ming-Dynastie basiert, wurde jüngst vom Ocean Publishing House in China veröffentlicht. Es gibt eine englische Übersetzung von J. V. G. Mills für die Hakluyt Society aus dem Jahr 1970, die 1997 von der White Lotus Press in Bangkok nachgedruckt wurde. Mills’ Übersetzung basierte auf der Ausgabe von Feng Chengjun.
Das Yingyai shenglan wird von Sinologen weltweit als grundlegende Quelle für die Geschichte der mingzeitlichen maritimen Forschungsexpeditionen, die Geschichte von Südostasien und die Geschichte Indiens angesehen.
Folgende Gelehrte haben über Ma Huan geforscht: Jan J. L. Duyvendak, Friedrich Hirth, Paul Pelliot, Feng Chengjun, Xiang Da (向达).
Eine der Spratly-Inseln im Südchinesischen Meer ist nach ihm benannt.

## Chinesische Drucke und Ausgaben
- Jilu huibian 纪录汇编[1]
- Feng Chengjun (冯承钧): Yingyai shenglan jiaozhu (瀛涯胜览校注), Zhonghua shuju (中华书局) 1955[2]